# Sanda Liepiņlauska
Sanda Liepiņlauska (* 19. Dezember 1992) ist eine ehemalige lettische Volleyballspielerin. Sie wurde einmal Meisterin ihres Heimatlandes.

## Volleyball-Karriere
2009 nahm die Außenangreiferin mit der lettischen U18 erfolglos an der Qualifikation zur Europameisterschaft dieser Altersklasse teil. Anschließend gab es ein kurzes Intermezzo im Beachvolleyball. An der Seite von Sanda Ragozina erreichte Sanda Liepiņlauska 2011 bei den lettischen Meisterschaften im Sand die Bronzemedaille. Noch besser lief es in der Hallensaison 2016 für die Athletin. Mit VK Jelgava wurde sie lettische Meisterin und belegte in der baltischen Liga den vierten Platz. Nach dem Bronzerang in der höchsten Klasse ihres Heimatlandes sowie dem Einzug in die Vorschlussrunde des lettischen Pokals ein Jahr später wechselte Liepiņlauska zum VK Gulbene. Nach eher enttäuschenden Ergebnissen 2018 mit dem Ausscheiden im Viertelfinale des Pokals und dem zehnten Platz in der Meisterschaft sowie einer leichten Verbesserung auf den sechsten Rang in der folgenden Spielzeit beendete Sanda Liepiņlauska ihre Karriere.

## Persönliches
Ilze Liepiņlauska ist Sandas ältere Schwester, mit der sie gemeinsam bei ihrem einzigen Meistertitel beim Verein aus der Region Semgallen auf dem Spielfeld stand.